# Myrskylä
Myrskylä este o comună din Finlanda.

## Personalități născute aici
- Lasse Virén (n. 1949), atlet